# Tomáš Baťa mladší

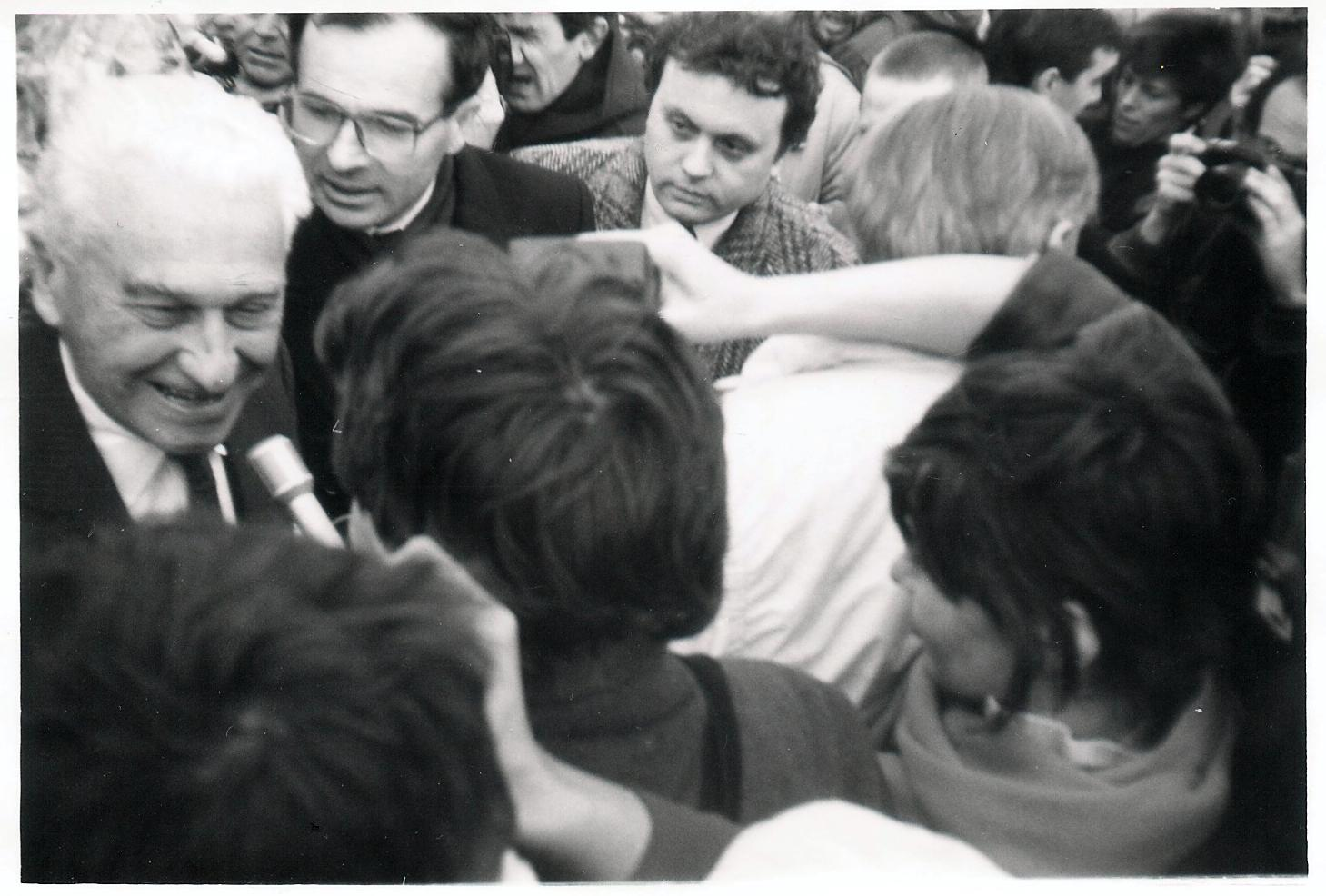
Rozhovor s Tomášem Baťou ml. v Praze po návratu do vlasti v prosinci 1989

Tomáš Baťa mladší (Tomáš Jan Baťa, anglicky Thomas John Bata; 17. září 1914 Praha – 1. září 2008 Toronto, Kanada) byl český podnikatel, syn zakladatele firmy Baťa Tomáše Bati.

## Život
Narodil se v Praze. Jeho výchovu řídil otec Tomáš Baťa, který ho vedl k samostatnosti. V raném věku studoval jazyky v Anglii a ve Švýcarsku. V Baťově škole práce ve Zlíně se vyučil obuvníkem. Při práci ve firmě Baťa, kde mu byly svěřovány odpovědné pozice (vedoucí nově postaveného Obchodního domu ve Zlíně, zakládání obchodní sítě v Belgii), externě vystudoval Obchodní akademii v Uherském Hradišti. Po smrti otce řízení jeho rozvoje převzali Dominik Čipera, Jan A. Baťa a matka Marie. V roce 1939 odjel přes USA do Kanady, kde založil výrobní jednotku a město Batawa.[1] V únoru 1942 se stal kanadským občanem, sloužil i jako kapitán v kanadské armádě, v roce 1999 mu byla udělena čestná hodnost plukovníka pluku Hastings & Prince Edward. Aktivně se zapojil do boje proti fašismu, přičemž továrna v Batawě vyráběla zbraně pro spojenecké armády. Po roce 1945 konsolidoval válkou postiženou firmu, již bez Zlína, který byl znárodněn v roce 1945, přičemž firma přišla o své podnikání i v Polsku, Maďarsku, Rumunsku, Německu a Jugoslávii, což činilo 2/3 základního jmění. Výroba klesla z 89 mil. párů (1938) na 23 mil. párů (1945). Při další expanzi firmy Baťa ve světě se orientoval na zakládání nových menších výrobních jednotek a obchodů s jasnou baťovskou myšlenkou synergie zvyšující životní standard obyvatelstva. Řízení firmy Bata Shoe Organization (BSO) s více než stovkou závodů v desítkách zemí světa přesunul v roce 1964 z Batawy do kanadského Toronta. Dlouhé roky vedl spory o část majetku firmy se svým strýcem Janem A. Baťou. Soudy jednoznačně tento majetek přiřkly Tomáši J. Baťovi.
V roce 1984 předal vedení BSO do rukou svého syna Thomase G. Bati.
Od roku 1960 byl aktivní v Mezinárodní hospodářské komoře a Poradním výboru pro obchod a průmysl při OECD. Byl také členem správní rady Canadian Pacific Airlines a IBM.
Jednoznačně podpořil vítězství sametové revoluce, když v prosinci 1989 přijel do Prahy a  Zlína, kde  promluvil k tisícům občanů. Byl vnímán jako symbol úspěchu. V roce 1992, po složitých jednáních na úrovni vlády, obnovil podnikání firmy Baťa v Československu.
Tomáš Baťa jr. se stal zakladatelem mezinárodní neziskové vzdělávací organizace Junior Achievement  v Československu. Cílem byla výchova a vzdělávání mladých podnikatelů. Byl členem její správní rady a ambasadorem pro Česko a Slovensko.
V roce 1990 vydal v Torontu své paměti, které pak byly v roce 1991 vydány v pražském vydavatelství Melantrich.
V roce 1998 založil Nadaci Tomáše Bati a pro její činnost nechal zrekonstruovat rodinnou vilu ve Zlíně. Formuloval její poslání: ”Podporou kultury, vzdělání a mládeže rozvíjet hodnoty společnosti a podnikatelského ducha, díky kterému se stalo jméno Baťa slavným.” Nadace nejen, že dnes podporuje rozvoj mladých lidí, ale stala se také nositelem a aktivním šiřitelem baťovského odkazu.
Aktivně se věnoval povznesení podnikatelské vzdělanosti a kultury v ČR a na Slovensku a zejména ve zlínském regionu. Významně se podílel na založení a rozvoji zlínské univerzity, které propůjčil jméno svého otce Tomáše Bati a od počátku stál v čele její správní rady.

### Rodina
Tomáš Baťa ml. se oženil v roce 1946 se  Sonjou Wettsteinovou, měli syna Thomase George (1949) a tři dcery – Christine Schmidtovou (1953), Monicu Pignalovou (1955) a Rosemarie Blythovou (1960).

## Řízení společnosti Baťa
Tomáš J. Baťa řídil BSO od roku 1945 až do roku 1984. Firma pod vedením Tomáše J. Bati dosáhla největšího úspěchu v 80. letech minulého století, když celosvětově  v roce 1984 vyrobila 220 mil. párů a prodala ve svých obchodech 314 milionů párů obuvi, což byl 3,5 násobek předválečné výroby firmy Baťa. Při poválečné expanzi firmy Baťa ve světě se orientoval na zakládání nových menších výrobních jednotek a obchodů s jasnou baťovskou myšlenkou synergie zvyšující životní standard obyvatelstva.

## Ocenění
- Byl držitelem nejvyššího kanadského vyznamenání Řádu Kanady nejvyššího stupně (CC).
- V roce 1991 se stal nositelem Řádu T. G. Masaryka II. třídy.[3]
- Doktor práv, LLD, h.c. York University, Toronto, Canada
- Doktor ekonomických věd, h.c. VŠE Praha, ČR
- Doktor h.c. Technické fakulty, University Brno, ČR
- Doktor práv, h.c., St. Francis Xavier University, Canada
- Vyznamenání Paul Harris Fellow Rotary International
- Držitel Bílého Kříže, Slovensko
- Důstojník libanonského národního řádu cedru[1]
- Cena Gratias Agit, Ministerstvo zahraničních věcí ČR
- Responsible Capitalism Award, Anglie, 2007[2]